# A Stranger Here
A Stranger Here est un album du musicien folk américain Ramblin' Jack Elliott, sorti en 2009. Il a atteint la cinquième place du classement albums Billboard Top Blues. Lors de la 52e cérémonie des Grammy Awards, A Stranger Here a remporté le Grammy Award du meilleur album de blues traditionnel.

## Liste des pistes
1. Rising High Water Blues (Blind Lemon Jefferson) – 3:55
2. Death Don't Have No Mercy (Reverend Gary Davis) – 6:08
3. Rambler's Blues (Lonnie Johnson) – 5:14
4. Soul of a Man (Blind Willie Johnson) – 4:16
5. Richland Women Blues (Mississippi John Hurt) – 4:25
6. Grinnin' in Your Face (Son House) – 3:55
7. New Stranger Blues (Tampa Red) – 3:25
8. Falling Down Blues (Furry Lewis) – 4:53
9. How Long Blues (Leroy Carr) – 4:44
10. Please Remember Me (Walter Davis (en)) – 4:03

## Personnes
- Ramblin' Jack Elliott – voix, guitare
- Greg Leisz – guitare, dobro, mandoline, mandola, Weissenborn
- Jay Bellerose – batterie, percussion
- Keith Ciancia – piano, claviers
- Van Dyke Parks – piano, vibraphone
- David Piltch – contrebasse
- David Hidalgo – guitare, accordéon

Production notes:
- Ryan Freeland – ingénieur, mixage
- Gavin Lurssen – mastering
- Anabel Sinn – design
- Michael "Mick" Wilson – photographie

## Classement
| Année | Chart                      | Position |
| ----- | -------------------------- | -------- |
| 2009  | Billboard Top Blues Albums | 5        |